# Dialeurodes greenwoodi
Dialeurodes greenwoodi là một loài côn trùng cánh nửa trong họ Aleyrodidae, phân họ Aleyrodinae.
Dialeurodes greenwoodi được Corbett miêu tả khoa học đầu tiên năm 1936.